# 쿠이원구

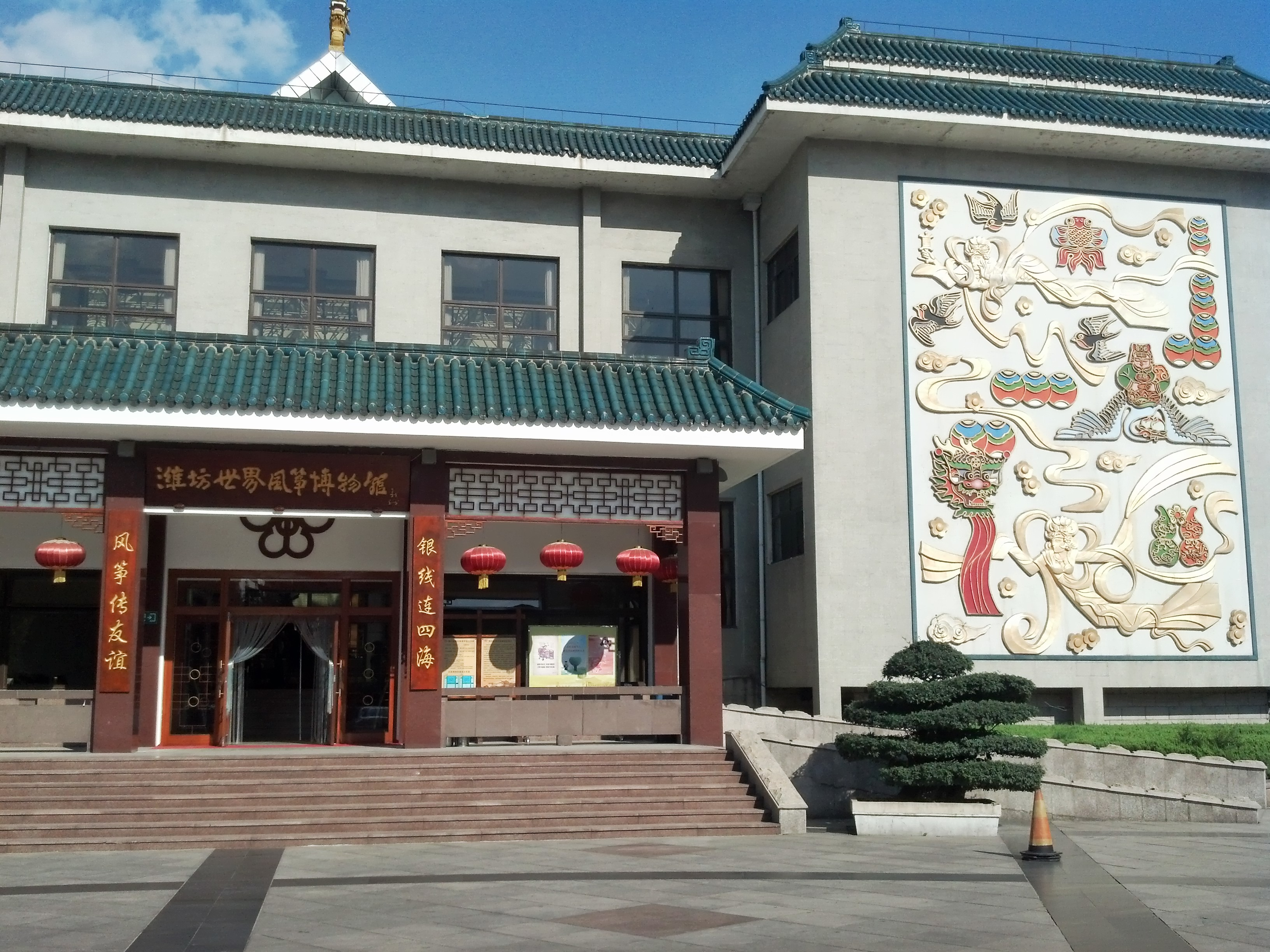
세계 연 박물관

쿠이원구(한국어: 규문구, 중국어: 奎文区, 병음: Kuíwén Qū)는 중화인민공화국 산둥성 웨이팡 시의 현급 행정 구역이다. 넓이는 71km2이고, 인구는 2007년 기준으로 500,000명이다.

## 행정 구역
10개 가도를 관할한다.
- 가도: 东关街道, 大虞街道, 梨园街道, 廿里堡街道, 潍州路街道, 北苑街道, 广文街道, 南苑街道, 新城街道, 清池街道.